# Włodzimierz Cegłowski

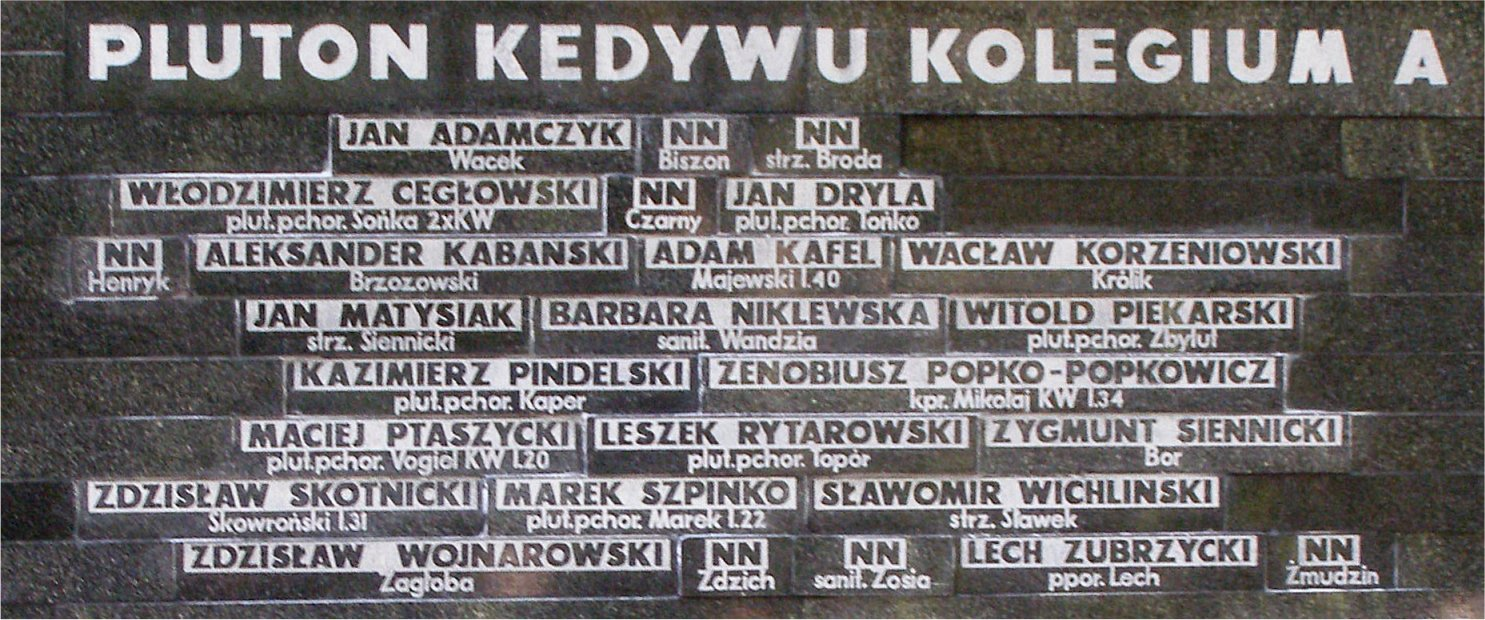
Na Powązkach

Włodzimierz Cegłowski ps. Sońka (ur. 22 kwietnia 1921, zm. 16 września 1944 w Warszawie) – sierżant podchorąży, uczestnik powstania warszawskiego jako żołnierz „Oddziału Dyspozycyjnego A” (Kolegium A) Kedywu Armii Krajowej.

## Życiorys
W maju 1943, podczas okupacji niemieckiej, wstąpił w szeregi polskiego podziemia zbrojnego.
W powstaniu warszawskim walczył na Woli, Starym Mieście i Czerniakowie. 8 sierpnia 1944 został ranny w głowę w walkach na Woli. Ponownie raniony w nocy z 23 na 24 sierpnia; pomimo to, pozostał w swoim oddziale. W nocy z 30 na 31 sierpnia uczestniczył w udanym przebiciu do Śródmieścia. Poległ 16 września w walkach powstańczych przy ul. Wilanowskiej na Górnym Czerniakowie. Miał 23 lata.
Odznaczony dwukrotnie Krzyżem Walecznych.